# كلينتون فيريرا
كلينتون فيريرا (بالإنجليزية: Clinton Ferreira)‏ هو لاعب كرة مضرب جنوب أفريقي، ولد في 5 يوليو 1968 في بريتوريا في جنوب أفريقيا.

## وصلات خارجية
- كلينتون فيريرا على موقع رابطة محترفي التنس (الإنجليزية)
- كلينتون فيريرا على موقع الاتحاد الدولي لكرة المضرب (الإنجليزية)
- كلينتون فيريرا على موقع خلاصة التنس.كوم (الإنجليزية)